# Robiert Rożdiestwienski
Robiert Iwanowicz Rożdiestwienski (ros. Роберт Иванович Рождественский, imię i nazwisko przy narodzinach Robert Stanisławowicz Pietkiewicz (ros. Роберт Станиславович Петкевич; ur. 20 czerwca 1932 w Kosisze, Rosyjska Federacyjna SRR, zm. 19 sierpnia 1994 w Moskwie, Federacja Rosyjska) – rosyjski poeta nurtu poezji społecznej. Jeden z przedstawicieli pisarzy okresu radzieckiej „odwilży”.
Zasiadał w jury konkursu głównego na 21. (1968), 26. (1973) oraz na 32. MFF w Cannes (1979).

## Wybrana twórczość

### Zbiory wierszy
- 1955 – Fłagi wiesny (ros. Флаги весны)
- 1956 – Ispytanije (ros. Испытание)
- 1994 – Poslednije stichi Robierta Rożdiestwienskogo (ros. Последние стихи Роберта Рождественского)

### Poematy
- 1956 – Moja lubow' (ros. Моя любовь)
- Dwiesti diesiat’ szagow (ros. Двести десять шагов)
- Riekwijem (ros. Реквием)
- Ożydanije (monołog żenszcziny) (ros. Ожидание (монолог женщины))
- Poswiaszczenije (ros. Посвящение)
- Do twojego prichoda (ros. До твоего прихода)
- Poema o raznych toczkach zrienija (ros. Поэма о разных точках зрения)
- Pis’mo w tridcatyj wiek (ros. Письмо в тридцатый век)